# ای‌ای اسپورتس یواف‌سی
«ای‌ای اسپورت یواف‌سی» (انگلیسی: EA Sports UFC) یک بازی ویدئویی در سبک بازی مبارزه‌ای است که توسط ای‌ای اسپورتس و در سال ۲۰۱۴ و در پلت‌فرم‌های پلی‌استیشن ۴، اکس‌باکس وان، اکس‌باکس ۳۶۰، اندروید، و آی‌اواس منتشر شده‌است.